# Gongronema
Gongronema es un género de plantas fanerógamas de la familia Apocynaceae. Contiene 26 especies. Es originario de África y Asia. 

## Distribución
Se distribuye por Borneo, China, India, Laos, Malasia, Nepal, Tailandia y Vietnam.

## Descripción
Son enredaderas o lianas que alcanzan los 5-8 m de altura. Las hojas son herbáceas como de papel, de 5-14 cm de largo y 1.5-8 cm de ancho, elípticas a oblongas, basalmente redondeadas o ligeramente cordadas, el ápice acuminado, glabras o glabrescentes.
Las inflorescencias son extra-axilares, solitarias, los pedúnculos por lo general largos, más largos que pedicelos; raquis recto. Tiene las brácteas florales visibles y las flores dispuestas en espiral. Tiene un número de cromosomas de: 2n= 22 (G. wallichii Decne.).

## Taxonomía
El género fue descrito por (Endl.) Decne.  y publicado en Prodromus Systematis Naturalis Regni Vegetabilis 8: 624. 1844.

## Especies seleccionadas
| - Gongronema angolense (N.E.Br.) Bullock - Gongronema attenuatum Decne. - Gongronema bracteolatum King & Gamble - Gongronema columnare Decne. - Gongronema curtisii King & Gamble - Gongronema filipes Kerr |